# UCI Africa Tour 2013-2014
El UCI Africa Tour 2013-2014 fue la décima edición del calendario ciclístico internacional africano. Se inició el 16 de octubre de 2013 en Camerún, con el Gran Premio de Chantal Biya y finalizó el 23 de noviembre de 2014 con el Tour de Ruanda. En un principio, la temporada contaba con 32 competiciones, pero debido a que el calendario no era cerrado y hubo modificaciones y finalmente se disputaron 27.

## Calendario
El calendario de pruebas fue el siguiente, tanto por etapas como de un día.

### Octubre 2013
| Fecha    | Carrera                     | Cat. | Ganador         | Equipo del ganador |
| -------- | --------------------------- | ---- | --------------- | ------------------ |
| 16 al 20 | Gran Premio de Chantal Biya | 2.2  | Yves Ngue Ngock | SNH Vélo Club      |
| 25 al 3  | Tour de Faso                | 2.2  | Adboul Nikiéma  |                    |

### Noviembre 2013
| Fecha    | Carrera        | Cat. | Ganador           | Equipo del ganador |
| -------- | -------------- | ---- | ----------------- | ------------------ |
| 17 al 24 | Tour de Ruanda | 2.2  | Dylan Girdlestone |                    |

### Diciembre 2013
| Fecha | Carrera                                      | Cat. | Ganador                                                                 | Equipo del ganador   |
| ----- | -------------------------------------------- | ---- | ----------------------------------------------------------------------- | -------------------- |
| 1     | Campeonato Africano Contrarreloj por Equipos | CC   | Eritrea Natnael Berhane Meron Russom Daniel Teklehaimanot Meron Teshome | Selección de Eritrea |
| 3     | Campeonato Africano Contrarreloj             | CC   | Daniel Teklehaimanot                                                    | Selección de Eritrea |
| 5     | Campeonato Africano en Ruta                  | CC   | Issak Tesfom Okubamariam                                                | Selección de Eritrea |

### Enero 2014
| Fecha    | Carrera                | Cat. | Ganador         | Equipo del ganador |
| -------- | ---------------------- | ---- | --------------- | ------------------ |
| 13 al 19 | Tropicale Amissa Bongo | 2.1  | Natnael Berhane | Europcar           |

### Febrero 2014
| Fecha | Carrera                                          | Cat. | Ganador           | Equipo del ganador              |
| ----- | ------------------------------------------------ | ---- | ----------------- | ------------------------------- |
| 27    | Les challenges Marche Verte-G. P. Sakia El Hamra | 1.2  | Essaïd Abelouache | Selección Nacional de Marruecos |

### Marzo 2014
| Fecha    | Carrera                                        | Cat. | Ganador                 | Equipo del ganador                   |
| -------- | ---------------------------------------------- | ---- | ----------------------- | ------------------------------------ |
| 1        | Les challenges Marche Verte-G. P. Oued Eddahab | 1.2  | Mouhcine Lahsaini       | Selección de Marruecos               |
| 2        | Les challenges Marche Verte-G. P. Al Massira   | 1.2  | Aleksandar Aleksiev     | Brisaspor                            |
| 8        | Critérium Internacional de Argel               | 1.2  | Thomas Rabou            | OCBC Singapore                       |
| 9 al 13  | Tour de Argelia                                | 2.2  | Mekseb Debesay          | Selección de Eritrea                 |
| 9 al 18  | Tour de Camerún                                | 2.2  | Dan Craven              | Bike Aid-Ride For Help               |
| 14       | Gran Premio de Oran                            | 1.2  | Adil Barbari            | Velo Club Sovac                      |
| 16 al 18 | Tour de Blida                                  | 2.2  | Amanuel Ghebreigzabhier | Selección de Eritrea                 |
| 19 al 21 | Tour de Setif                                  | 2.2  | Thomas Lebas            | Bridgestone Anchor                   |
| 22       | Critérium Internacional de Setif               | 1.2  | Mouhcine Lahsaini       | Selección de Marruecos               |
| 24 al 27 | Tour de Constantino                            | 2.2  | Sergey Belykh           | 21                                   |
| 28       | Circuito de Argel                              | 1.2  | Azzedine Lagab          | Groupement Sportif Pétrolier Algérie |
| 29       | Critérium Internacional de Blida               | 1.2  | Marco Amicabile         | Gragnano                             |

### Abril 2014
| Fecha   | Carrera           | Cat. | Ganador                    | Equipo del ganador |
| ------- | ----------------- | ---- | -------------------------- | ------------------ |
| 4 al 13 | Tour de Marruecos | 2.2  | Julien Loubet              |                    |
| 8 al 12 | Mzansi Tour       | 2.2  | Jacques Janse van Rensburg | MTN Qhubeka        |

### Mayo 2014
| Fecha | Carrera                                         | Cat. | Ganador           | Equipo del ganador |
| ----- | ----------------------------------------------- | ---- | ----------------- | ------------------ |
| 9     | Challenge du Prince-Trophée Princier            | 1.2  | Abdelati Saadoune |                    |
| 10    | Challenge du Prince-Trophée de l'Anniversaire   | 1.2  | Mouhcine Lahsaini |                    |
| 12    | Challenge du Prince-Trophée de la Maison Royale | 1.2  | Tarik Chaoufi     |                    |

### Noviembre 2014
| Fecha    | Carrera                     | Cat. | Ganador           | Equipo del ganador     |
| -------- | --------------------------- | ---- | ----------------- | ---------------------- |
| 5 al 9   | Gran Premio de Chantal Biya | 2.2  | Mekseb Debesay    | Bike Aid-Ride for Help |
| 16 al 23 | Tour de Ruanda              | 2.2  | Valens Ndayisenga |                        |

## Clasificaciones
- Las clasificaciones finales fueron las siguientes:[2]

### Individual
La integran todos los ciclistas que logren puntos pudiendo pertenecer tanto a equipos amateurs como profesionales, excepto los ciclistas de equipos UCI ProTeam.
| Posición | Ciclista            | Puntos |
| -------- | ------------------- | ------ |
| 1º       | Mekseb Debesay      | 241    |
| 2.º      | Mouhssine Lahsaini  | 219    |
| 2.º      | Azzeddine Lagab     | 192    |
| 4.º      | Essaïd Abelouache   | 174    |
| 5.º      | Salaheddine Mraouni | 174    |
| 6.º      | Valens Ndayisega    | 159    |
| 7.º      | Louis Meintjes      | 132,25 |
| 8.º      | Luis León Sánchez   | 128    |
| 9.º      | Tarik Chaoufi       | 122    |
| 10.º     | Abdelati Saadoune   | 109    |

| 11.º | Adil Barbari            | 104,67 |
| 12.º | Tesfom Okbamariam       | 100    |
| 13.º | Thomas Lebas            | 97     |
| 14.º | Sergey Belikh           | 93     |
| 15.º | Abdoul Aziz Nikiema     | 88     |
| 16.º | Janvier Hadi            | 83     |
| 17.º | Thomas Rabou            | 80     |
| 18.º | Hichem Chaabane         | 76,67  |
| 19.º | Amanuel Egerzeigzaarhka | 76     |
| 20.º | Ismail Ayoune           | 76     |

### Equipos
| Posición | Equipo                               | Puntos |
| -------- | ------------------------------------ | ------ |
| 1º       | MTN Qhubeka                          | 402,33 |
| 2.º      | Groupement Sportif Pétrolier Algérie | 359,67 |
| 3.º      | Bike Aid-Ride for Help               | 272    |
| 4.º      | Bridgestone Anchor                   | 178    |
| 5.º      | OCBC Singapore                       | 173    |

| 6.º  | Wanty-Groupe Gobert    | 158    |
| 7.º  | Velo Club Sovac        | 143,67 |
| 8.º  | Caja Rural-Seguros RGA | 128    |
| 9.º  | Sky Dive Dubai         | 118    |
| 10.º | 21                     | 117    |

### Países
Se confecciona mediante los puntos de los 10 mejores ciclistas de un país, no solo los que logren en éste Circuito Continental, sino también los logrados en todos los circuitos. E incluso si un corredor de un país de este circuito, solo logra puntos en otro circuito (Europa, Asia, África, Oceanía), sus puntos van a esta clasificación. Al igual que en la clasificación individual, los ciclistas pueden pertenecer tanto a equipos amateurs como profesionales, excepto los ciclistas de equipos UCI ProTeam.
| Posición | País      | Puntos |
| -------- | --------- | ------ |
| 1º       | Marruecos | 1113   |
| 2.º      | Eritrea   | 875,5  |
| 3.º      | Argelia   | 739,01 |
| 4.º      | Sudáfrica | 465,5  |
| 5.º      | Ruanda    | 409    |

| 6.º  | Burkina Faso | 290    |
| 7.º  | Camerún      | 262    |
| 8.º  | Túnez        | 228    |
| 9.º  | Namibia      | 148,66 |
| 10.º | Gabón        | 143    |

### Países sub-23
| Posición | País      | Puntos |
| -------- | --------- | ------ |
| 1º       | Eritrea   | 512,92 |
| 2.º      | Ruanda    | 279    |
| 3.º      | Marruecos | 227    |
| 4.º      | Sudáfrica | 215,92 |
| 5.º      | Argelia   | 168,67 |

## Progreso de las clasificaciones
| Fecha                    | Clasificación individual | Clasificación por equipos | Clasificación por países | Clasificación por países sub-23 |
| ------------------------ | ------------------------ | ------------------------- | ------------------------ | ------------------------------- |
| 25 de octubre de 2013    | Yves Ngue Ngock          | -                         | Camerún                  | Costa de Marfil                 |
| 25 de noviembre de 2013  | Abdoul Nikiéma           | -                         | Burkina Faso             | Sudáfrica                       |
| 25 de diciembre de 2013  | Issak Tesfom             | -                         | Eritrea                  | Eritrea                         |
| 25 de enero de 2014      | Luis León Sánchez        | MTN Qhubeka               | Eritrea                  | Eritrea                         |
| 25 de febrero de 2014    | Luis León Sánchez        | MTN Qhubeka               | Sudáfrica                | Sudáfrica                       |
| 25 de marzo de 2014      | Dan Craven               | MTN Qhubeka               | Eritrea                  | Eritrea                         |
| 25 de abril de 2014      | Mouhssine Lahsaini       | MTN Qhubeka               | Eritrea                  | Eritrea                         |
| 25 de mayo de 2014       | Mouhssine Lahsaini       | MTN Qhubeka               | Marruecos                | Eritrea                         |
| 25 de junio de 2014      | Mouhssine Lahsaini       | MTN Qhubeka               | Marruecos                | Eritrea                         |
| 25 de julio de 2014      | Mouhssine Lahsaini       | MTN Qhubeka               | Marruecos                | Eritrea                         |
| 15 de agosto de 2014     | Mouhssine Lahsaini       | MTN Qhubeka               | Marruecos                | Eritrea                         |
| 25 de agosto de 2014     | Mouhssine Lahsaini       | MTN Qhubeka               | Marruecos                | Eritrea                         |
| 25 de septiembre de 2014 | Mouhssine Lahsaini       | MTN Qhubeka               | Marruecos                | Eritrea                         |
| 25 de octubre de 2014    | Mouhssine Lahsaini       | MTN Qhubeka               | Marruecos                | Eritrea                         |
| 25 de noviembre de 2014  | Mekseb Debesay           | MTN Qhubeka               | Marruecos                | Eritrea                         |
| 25 de diciembre de 2014  | Mekseb Debesay           | MTN Qhubeka               | Marruecos                | Eritrea                         |
| Final                    | Mekseb Debesay           | MTN Qhubeka               | Marruecos                | Eritrea                         |